# Минейко, Герард Осипович
Герард Алам Юзефович (Иосифович, Осипович) Минейко (4 ноября (23 октября по ст.ст.) 1832 года, Вильно — 31 августа 1899 года, Архангельск) — русский учёный, общественный деятель и просветитель, историк Русского севера.

## Биография
Происходил из старинного литовского рода.
Окончил Виленскую гимназию, затем — юридический факультет Императорского Московского университета. После окончания преподавал историю и географию в дворянском училище города Лида в Виленской губернии. 31 мая 1856 года как участник революционного движения был выслан в северные губернии. Получил назначение старшим учителем российского законоведения в Архангельской гимназии. Преподавал также географию, историю и другие предметы. С 1876 года — инспектор Архангельской губернской гимназии.
Вёл большую общественную работу. С 1871 по 1883 год занимал выборную должность гласного Архангельской городской думы. Многократно выступал на публике, его выступления были весьма содержательны: произнёс речь в память о столетнем юбилее книги Адама Смита «Богатство народов»; речь о М. В. Ломоносове в столетнюю годовщину со дня смерти учёного. Участвовал в мероприятиях по увековечению памяти Михаила Васильевича — открытии Ломоносовского сельского училища, косторезной школы, памятника, учреждении гимназической Ломоносовской стипендии для бесплатного обучения одного из крестьянских детей и др. После смерти Г. О. Минейко в память об общественной деятельности «на пользу Северного края» при гимназии была учреждена стипендия его имени для поощрения лучших её учащихся.
Занимался научной работой. Интересовался численностью, занятостью и социальной организацией населения Архангельского края. Проводя исследования, следил за подтверждениями научных законов и пытался определить насколько и в силу каких местных условий действительность отступает от выработанных наукой положений.
В ноябре 1864 года был избран членом Архангельского губернского статистического комитета, в течение 25 лет был заместителем (товарищем) председателя комитета. Известны его труды об особенностях смертности всего и сельского населения, также группировка сельских жителей в общины и их занятость. В труде «Сельская поземельная община Архангельской губернии» (1862, 1864 и 1866 гг.) обработал огромный материал, собранный по программам Вольного экономического общества и императорского Географического общества. За большой вклад в исследование Архангельской губернии был избран в почётные члены Архангельского губернского статистического комитета и Общества архангельских врачей.
Умер 31 августа 1899 года в Архангельске.
Похоронен на Вологодском кладбище в Архангельске (могила объявлена объектом культурного наследия).
Потомки Г. И. Минейко стали известными исследователями Севера и общественными деятелями России, внучкой Минейко приходится Ксения Петровна Гемп.